# 麥克·斯皮瓦克
麥克·大衛·斯皮瓦克（Michael David Spivak，1940年5月25日—2020年10月1日），出生於美国紐約皇后區，是一位專精於微分幾何的數學家、數學原理的解說者以及「出版或腐朽」出版社的創辦人。他是五卷版微分幾何綜合導引一書的作者。他在约翰·米尔诺教授的指導之下，于1964年在普林斯頓大學取得他的博士學位。
他所著作的《微積分》一書，風格簡明，在介紹入門微積分學時，注重嚴密性與理論性的方法，這本書通常用於大一微積分榮譽課程，使用的學校有：芝加哥大學、密西根大學、都柏林三一學院、羅徹斯特大學、俄亥俄州大學、喬治亞大學、多倫多大學第一學年的分析課程、約翰霍普金斯大學、馬里蘭獨立大學大一物理專業本科生的微積分課程、滑鐵盧大學的進階課程。
斯皮瓦克亦著有《使用TeX的快樂：一個美食家事的排版導引與AMS-TeX完整全套軟體》以及《搭便車者式的微積分導引》。约翰·米尔诺有名的作品《莫尔斯理论》，是由斯皮瓦克與羅勃特·威爾斯的課堂筆記增補而成。斯皮瓦克所著的《流形上的微積分》一書亦廣受讚賞。近來，斯皮瓦克進行了一系列關於基礎物理的演講。在微分几何领域中，其五册巨著 A Comprehensive Introduction to Differential Geometry （《微分几何的全面引论》）阐明了经典与现代微分几何之间的关系，将高斯与黎曼的经典著作“翻译”成以流形为核心概念的现代语言。斯皮瓦克因此作而获美国数学学会的1985年勒羅伊·斯蒂爾獎。
斯皮瓦克的每一本著作都隱藏向Yellow Pigs的參考，Yellow Pigs是他近來在酒吧與大衛·C·凱萊想到的一個點子。